# Alessandro Malvasia
Alessandro Malvasia (Bologna, 26 aprile 1748 – Ravenna, 12 settembre 1819) è stato un cardinale italiano.
Fu nominato cardinale della Chiesa cattolica da papa Pio VII.

## Biografia
Nacque a Bologna il 26 aprile 1748.
Papa Pio VII lo elevò al rango di cardinale nel concistoro dell'8 marzo 1816.
Morì il 12 settembre 1819 all'età di 71 anni e fu sepolto nella basilica di Sant'Apollinare Nuovo a Ravenna.